# Barbuise (rzeka)
Barbuise – rzeka we Francji, przepływająca przez teren departamentu Aube, o długości 35,7 km. Stanowi lewy dopływ rzeki Aube. 
Barbuise przepływa przez: Luyères, Charmont-sous-Barbuise, Montsuzain, Voué, Saint-Remy-sous-Barbuise, Saint-Étienne-sous-Barbuise, Nozay, Pouan-les-Vallées, Viâpres-le-Petit, Bessy, Rhèges oraz Charny-le-Bachot.